# عائلة ربسوس (فلم 2007)
عائلة رُبّسوس (بالإنجليزية: Meet the Robinsons) فيلم متحرك حاسوبياً أنتج في 2007 وهو الفيلم المتحرك السابع والأربعون من إنتاج إستوديوهات والت ديزني لفن التحريك و إطلاق أفلام والت ديزني. هذا الفيلم هو أول فيلم ديزني أتجته إستوديوهات والت ديزني لفن التحريك الجديد، والذي أنشئ من بعد انتهاء الاتفاق الأصلي مع بيكسار.

## حكاية الفيلم
تدور أحداثه حول طفل عبقري نزيل ملجأ أيتام، لا تقبل أي أسرة بتبنيه لما يسببه من متاعب بسبب عبقريته. مما يضطره للبحث عن سبب نزوله في الملجأ وتخلي أهله عنه. فيقوم باختارع جهاز كشف الذاكرة ليعرف سبب تخلي أهله عنه، وأثناء قيامه بعرض الجهاز يقوم لص من المسقبل بمحاولات تخريب لجهازه كي لا يعرض على اللجنة. ومن ثم يسرقه هو لصالحه، فيأتي طفل من المستقبل يتتبع هذا اللصق فيتقابل مع لويس ومن هنا نبدأ الاحداث.

## الأصوات العربية

### النسخة العربية المصرية
- زياد الشريف - وائل

### النسخة العربية الفصحى
- محمد كعكاتي - لويس
- عمر كعكاتي - غووب
- أسمهان بيطار -
- توفيق شهاب - السيد هارنغتون، لويس الكبير
- رالين داغر - السيدة هارنغتون
- جورج أبو سلبي - ويلرستين
- سيلينا شويري -
- جورج طويل -
- جمانة الزنجي -
- خليل الحاج علي - ويلبر
- رنا الرفاعي - فراني روبنسون
- شربل أيوب - ذو القبعة المستديرة
- إبراهيم ماضي - آرت
- روميو الورشا - كارل
- سمير معلوف - باد روبنسون
- حسن مهدي -
- سعد حمدان -
- فادي الرفاعي